# Aleksandrowka (rejon stawropolski)
Aleksandrowka (ros. Александровка) – wieś (sieło) w Rosji, w obwodzie samarskim, w rejonie stawropolskim. W 2010 liczyła 2177 mieszkańców.